# Neogossea fasciculata
Neogossea fasciculata is een buikharige uit de familie Neogosseidae. Het dier komt uit het geslacht Neogossea. Neogossea fasciculata werd in 1905 voor het eerst wetenschappelijk beschreven door Daday. 